# Fall Birna Brjánsdóttir
Der Fall Birna Brjánsdóttir war die Ermordung einer jungen Frau in der isländischen Hauptstadt Reykjavík im Jahr 2017. Der Mordfall erregte in dem Land mit niedriger Kriminalitätsrate großes Aufsehen. Ein grönländischer Seemann wurde als Täter ermittelt, was in Island zu einer anti-grönländischen Stimmung führte.

## Der Fall
Die 20-jährige Birna Brjánsdóttir war in der Nacht vom 13. auf den 14. Januar 2017 mit Freunden in Clubs in Reykjavík unterwegs. Sie verschwand nach 5.25 Uhr am Morgen des 14. Januar, nachdem sie zuletzt von einer Überwachungskamera erfasst worden war. Acht Tage lang suchten 570 Polizeibeamte und bis zu 725 Freiwillige nach der Isländerin; es war die größte Suchaktion in der Geschichte des Landes. Eine Woche später wurde die Leiche der jungen Frau von der Besatzung eines Hubschraubers der Küstenwache nahe dem Selvogsviti-Leuchtturm an einem Strand in Südisland gefunden, 65 Kilometer südlich von Reykjavik. 8000 Menschen folgten bei einem Trauermarsch dem Weg, den Birna am 14. Januar in Reykjavík genommen hatte, 2000 nahmen am Trauergottesdienst in der Hallgrímskirkja teil.
Zwei grönländische Fischer (25 und 30 Jahre) gerieten schnell in Verdacht, mit dem Verschwinden und der Tötung von Birna zu tun haben. Ermittlungen ergaben, dass ein roter Kia von den Seeleuten gemietet worden war, der auf dem Video zu sehen war, das Birna zuletzt in Reykjavík zeigte. In der Nähe des Anlegeplatzes des Fischtrawlers Polar Nanoq, zu dessen Crew sie gehörten, wurden drei Tage nach dem Verschwinden im Hafenort Hafnarfjörður die Schuhe der Frau gefunden. Im Auto fand man Blutspuren, die sowohl dem Opfer wie auch einem der beiden Männer zugeordnet werden konnten, auf dem Schiff den Ausweis von Birna. Der Mann soll Birna mehrfach ins Gesicht und auf den Kopf geschlagen, sie am Genick gepackt und stark geschüttelt haben. Dann habe er sie ins Meer geworfen, wo sie ertrank. Es gab keine Indizien dafür, dass sie vergewaltigt worden war. Der zweite Mann war laut den Ermittlungen nicht an der Tat beteiligt.

## Urteil und Folgen
Im Oktober 2017 wurde der Täter aus Grönland zu 19 Jahren Haft verurteilt, wegen Mordes an Birna Brjánsdóttir sowie des Besitzes von 20 Kilogramm Haschisch (inoffizieller Verkaufswert 1,9 Millionen Euro), die auf dem Schiff gefunden worden waren. Zudem muss er 28 Millionen Isländische Kronen (etwa 250.000 Euro) Anwaltskosten und Schmerzensgeld an die Familie des Opfers zahlen.
Der Mordfall erregte in Island großes Aufsehen, da Verbrechen dieser Art dort sehr ungewöhnlich sind. So wurden von 2000 bis 2012 genau 25 Tötungsdelikte gezählt, was eine der geringsten Raten der Welt bedeutet. Die meisten Delikte seien Beziehungstaten „aus Leidenschaft“, so ein Journalist der Zeitung Stundin. Dass eine junge Frau von einem ihr unbekannten Mann entführt, misshandelt und ins Meer geworfen worden sei, sei ein „Schock für die Nation“. In Folge wurde die Zahl der Überwachungskameras in der Hauptstadt erhöht, und zahlreiche Frauen meldeten sich für Selbstverteidigungskurse an.
Dass der Mörder von Birna aus Grönland stammte, führte zu einer anti-grönländischen Stimmung in Island. Die Politikerin Inga Dóra Guðmundsdóttir Markussen, Generalsekretärin des Westnordischen Rats – einer Kooperation zwischen Island, Grönland und den Färöern – und Tochter der ehemaligen grönländischen Ministerin Benedikte Thorsteinsson und eines Isländers, bedauerte, dass man Grönland in Island oft „mit eher traurigen Fakten“ in Verbindung bringe: der hohen Suizidrate und den sozialen Problemen, nun zudem mit dem Fall Birna und Drogen. Der isländische Präsident Guðni Th. Jóhannesson forderte in einer Verlautbarung, Isländer sollten Grönländern nicht mit Ressentiments begegnen. Menschen in Grönland zündeten vor dem isländischen Konsulat Kerzen an und sangen Amazing Grace. Am ersten Todestag von Birna legten Crewmitglieder des Trawlers Polar Nanoq einen Kranz an ihrem Grab nieder.
Im Januar 2021 zeigten isländische Juristen auf, dass die Festnahme des grönländischen Täters gegen Internationales Recht verstoßen habe, da sie in Internationalen Gewässern an Bord eines grönländischen Schiffs stattgefunden hatte, ohne dass die isländischen Behörden hierfür eine Genehmigung von den dänischen oder grönländischen Behörden eingeholt hatten.